# Liste der Kardinalskreierungen Benedikts VII.
Papst Benedikt VII. (974–983) kreierte während seines neunjährigen Pontifikates 5 Kardinäle.

## 975
- Leo, Kardinalpriester von Santi Giovanni e Paolo

## 981
- Petrus Canepanova, Bischof von Pavia, ab 983 Papst Johannes XIV., abgesetzt 984, † 20. August 984

## 982
- Werinhar, Abt von Fulda, † Juni 983

## Unbekanntes Datum
- Johannes, Kardinalpriester oder -diakon
- Johannes, Kardinalpriester von San Vitale, ab August 985 Papst Johannes XV., † März 996